# Медаль Модхейм
Медаль Модхейм – памятная государственная награда Королевства Норвегия.

## История
Медаль Модхейм по своему положению относится к Королевской медали Заслуг, имеет с ней внешнее сходство, за исключением прикреплённой к ленте серебряной планки с надписью «MAUDHEIM 1949–1952». Медаль была учреждена королём Хоконом VII 14 ноября 1951 года для награждения 18 участников, вернувшихся из норвежско-британо-шведской научной экспедиции в Антарктиде, проходившей в период с 1949 по 1952 годы.

## Описание
Медаль круглой формы из серебра с королевской геральдической короной наверху.
Аверс несёт на себе профильный погрудный портрет короля Хокона VII, имеющий по окружности надписи: «HAAKON VII • NORGES KONGE • ALT FOR NORGE •».
На реверсе – венок из дубовых ветвей, четырежды в крест перевитый лентой. У края медали, по окружности, надпись: «KONGENS FORTJENSTMEDALJE» (Королевская медаль Заслуг). В центре медали гравируется имя награждённого и год вручения.
 Лента медали шёлковая, муаровая, красного цвета с жёлтой полоской по центру. На ленту прикреплена серебряная планка с надписью: «MAUDHEIM 1949–1952».